# Tipula (Microtipula) mediocompressa
Tipula (Microtipula) mediocompressa is een tweevleugelige uit de familie langpootmuggen (Tipulidae). De soort komt voor in het Neotropisch gebied.